# Limenitis mamaea
Limenitis mamaea är en fjärilsart som beskrevs av Hans Fruhstorfer 1915. Limenitis mamaea ingår i släktet Limenitis och familjen praktfjärilar. Inga underarter finns listade i Catalogue of Life.